# 天主教戈納伊夫教區
天主教戈納伊夫教區（拉丁語：Dioecesis Gonayvesensis）是海地一個羅馬天主教教區，屬海地角總教區。
教區於1861年10月3日成立，2003年有教友791,558人，佔轄區總人口57.1%。教區下轄廿九個堂區，有五十九名司鐸。現任教區主教為伊夫-馬利·佩昂。